# نادي بريسشن
نادي بريسشن نادي كرة قدم إماراتي من الأندية الخاصة يلعب في دوري الدرجة الثانية الإماراتي ويقع في دبي .

## مسيرة الفريق
تأسس الفريق في عام 2023, و بدأ الفريق في المشاركة في مسابقات الإتحاد الإمارات و شارك في دوري الدرجة الثالثة الإماراتي في موسم 2023-2024 و صعد إلى دوري الدرجة الثانية الإماراتي في نفس الموسم بعد ما حل وصيفاً لنادي الصقور العربية.